# 水晶沢ノ頭
水晶沢ノ頭（すいしょうざわの あたま/かしら）は丹沢山地西部、神奈川県足柄上郡山北町と山梨県南都留郡道志村の境にある標高1,278mの山である。

## 概要
大室山から三国山へ伸びる甲相国境尾根の東部、加入道山の南側に位置する山であり、山頂の東側（神奈川県側）は丹沢大山国定公園に指定されており、西側（山梨県側）は横浜市水道局の水源涵養林として保護・管理されている。
山名は神奈川県側を流れる水晶沢（中川川・白石沢の支流）に由来している。

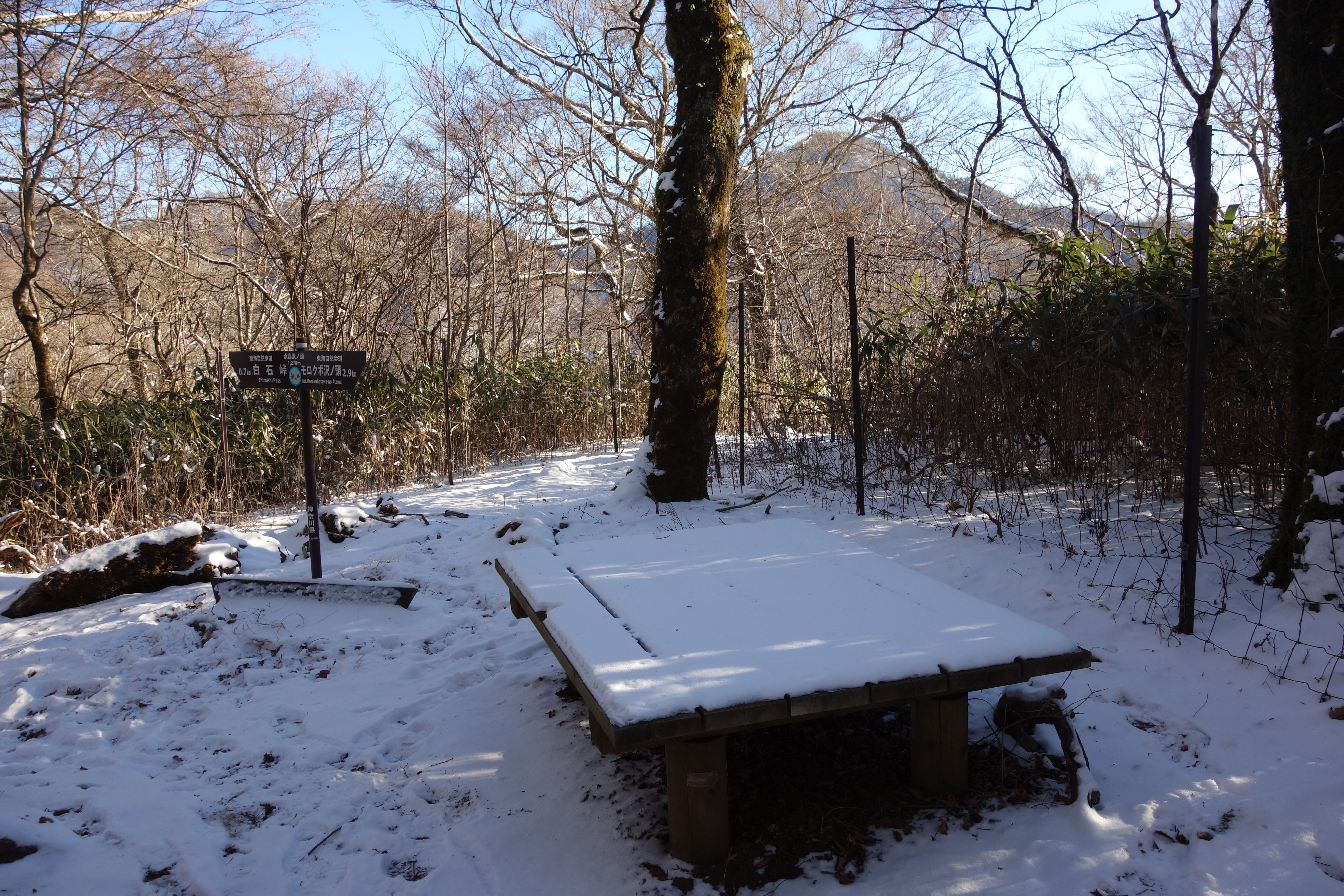
水晶沢ノ頭